# 小沢昌記
小沢 昌記（おざわ まさき、1958年（昭和33年）6月16日 - ）は、日本の政治家、実業家。元岩手県奥州市長（3期）、元奥州市議会議員（1期）、元水沢市議会議員（2期）。

## 来歴

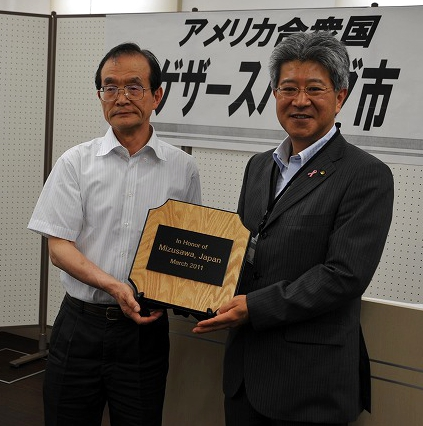
2011年、東北地方太平洋沖地震に対するゲザースバーグ市からの見舞品設置式にて、イーハトーブ宇宙実践センター理事長大江昌嗣（左）と

岩手県水沢市（現・奥州市）出身。水沢市立水沢小学校、水沢市立水沢中学校卒業。1977年3月、岩手県立水沢高等学校卒業。1983年3月、東京経済大学経営学部経営学科卒業。同年4月、婦人服地の小売店である株式会社モミジに就職（本店・東京都武蔵野市）。1985年12月、家業の婦人服地の小売業、有限会社小沢幸に入社。1989年厄年連「戊戌会」会長、1992年水沢青年会議所副理事長、1993年日本青年会議所東北地区岩手ブロック協議会専務、1995年水沢青年会議所理事長。
1999年4月、水沢市議会議員に初当選。2003年、再選。
2006年2月20日、水沢市は江刺市、前沢町、胆沢町、衣川村と合併し、奥州市となる。同年3月19日に行われた奥州市議会議員選挙で当選。同年、初代奥州市議会議長に就任。

## 奥州市長選挙
2010年3月14日に施行された奥州市長選挙に無所属として出馬し初当選した。この選挙には小沢のほか、現職・相原正明（無所属）が出馬。
奥州市は衆院議員選挙岩手県第4区にあり、民主党の小沢一郎幹事長（当時）の地盤である。両立候補者は小沢系列を掲げており、小沢一郎後援会は表向き「中立・不介入」だったが、2月17日夜にそろって新人支援に回った。告示目前の“異変”に両陣営に波紋を広げた。 奥州市内の小沢一郎後援会は夏の参院選を控え、「遺恨を残さないように」と市長選での中立を取り決め、個別候補支援の組織的な動きがこれまで表面化することはなかった。 選挙期間中には民主党所属の岩手県議会議員の及川幸子と郷右近浩、旧水沢市長の高橋光夫が応援に駆けつけた。 得票は4万6,157票（選管最終確定）で、現職・相原の3万3537票に12,600票の大差をつけ初当選した。投票率は77.34％だった。
江刺区（相原の出身地）に事業配分が偏っていたことを指摘し、旧市町村間の対立感情を巧みに刺激したことも大きな勝因であった。
2014年3月14日、元市健康福祉部長の小野寺孝喜（旧前沢町出身）を7948票差で破り2期目の再選。
2018年3月11日、元市議ら2名の候補を破り3回目の当選を果たした。
2022年3月6日投開票の市長選挙で元会社役員の倉成淳に26825票差で敗れ落選。

## 政策
市長選時の政権公約では、総合支所方式から本庁方式への転換、総合支所の再編による市職員数の削減、国際リニアコライダー建設候補地としてふさわしい街造りの実現などを提唱していた。

## 奥州市総合水沢病院の建て替え問題
岩手県胆江地域で中核医療を担う奥州市総合水沢病院について、市は「倒壊の恐れが指摘されている」として、2016年11月18日、2021年の開院を目指す新病院の建設計画を市議会全員協議会に報告した。しかし、地元の医師会、歯科医師会、薬剤師会は「地域医療計画の全体像が見えない」などとして有識者会議を数度にわたってボイコットした。
膠着する事態を打開するために小沢は、2018年の6月定例市議会で現病院の応急補強工事を提案。半井潔院長はこの方針に「補強工事をすれば、いつ開院できるか分からなくなる。市長は新病院を建設する努力をしていない」と不満を表明し、同年6月、退職届を小沢に提出した。
同病院の小児科診療は半井院長が35年以上、常勤医として従事してきたが、2018年11月末をもって小児科の休診が決まった。これにより入院患者は盛岡市、北上市、一関市の病院に引き継ぐこととなった。さらには小沢と院長の対立の影響で、常勤の内科医4人のうち2人が2018年度中に退職することとなった。